# Rajd Tatr 1978
Rajd Tatr 1978 (10. Int. Rallye Tatry 1978) – 10. edycja rajdu samochodowego Rajd Tatr rozgrywanego w Czechosłowacji. Rozgrywany był od 16 do 17 września 1978 roku. Rajd był szóstą rundą Rajdowego Pucharu Pokoju i Przyjaźni w roku 1978.

## Klasyfikacja rajdu
| Miejsce                | Kierowca               | Pilot                  | Samochód               | Czas                   | Strata                 |                        |
| Klasyfikacja generalna | Klasyfikacja generalna | Klasyfikacja generalna | Klasyfikacja generalna | Klasyfikacja generalna | Klasyfikacja generalna | Klasyfikacja generalna |
| ---------------------- | ---------------------- | ---------------------- | ---------------------- | ---------------------- | ---------------------- | ---------------------- |
| 1.                     | Andris Reimanis        | Andris Zvingevics      | Lada VAZ 21011         | 6:38:32                | -                      |                        |
| 2.                     | Karel Žahour           | Jiří Bujárek           | Škoda 130 RS           | 6:56:57                | +18:25                 |                        |
| 3.                     | Hans Britth            | Tommy Johansson        | Ford Escort RS 2000    | 6:57:33                | +19:01                 |                        |
| 4.                     | Dieter Heimbürger      | Roland Weitz           | Wartburg 353 W         | 6:59:35                | +21:03                 |                        |
| 5.                     | Andrzej Radecki        | Waldemar Bidziński     | Polski Fiat 125p 1500  | 7:01:36                | +23:04                 |                        |
| 6.                     | Volker Beyer           | Carl-Ulrich Karsten    | Wartburg 353           | 7:18:51                | +40:19                 |                        |
| 7.                     | Thomas Fischer         | Jochen Wolf            | Trabant P601           | 7:58:33                | +1:20:01               |                        |
| Klasyfikacja RPPiP     |                        |                        |                        |                        |                        |                        |
| 1.                     | Andris Reimanis        | Andris Zvingevics      | Lada VAZ 21011         | 6:38:32                | -                      |                        |
| 2.                     | Karel Žahour           | Jiří Bujárek           | Škoda 130 RS           | 6:56:57                | +18:25                 |                        |
| 3.                     | Dieter Heimbürger      | Roland Weitz           | Wartburg 353 W         | 6:59:35                | +21:03                 |                        |
| 4.                     | Andrzej Radecki        | Waldemar Bidziński     | Polski Fiat 125p 1500  | 7:01:36                | +23:04                 |                        |
| 5.                     | Volker Beyer           | Carl-Ulrich Karsten    | Wartburg 353           | 7:18:51                | +40:19                 |                        |
| 6.                     | Thomas Fischer         | Jochen Wolf            | Trabant P601           | 7:58:33                | +1:20:01               |                        |